# همستگان
همستگان (hamēstagān) اصطلاحی مربوط به ایران باستان و آموزه‌های مزدیسنا است که معادل برزخ، یعنی مکانی خنثی برای ارواح درگذشتگانی است که در انتظار روز حساب هستند.